# Alfred de Musset
Alfred Louis Charles de Musset, habitualment anomenat Alfred de Musset, (París, 11 de desembre del 1810 - París, 2 de maig del 1857) va ser un poeta, autor dramàtic i novel·lista francès.

## Biografia
Alfred de Musset pertanyia a una família benestant, afectuosa i cultivada. El seu avi va ser poeta, i son pare era especialista en Rousseau, del qual va editar les obres. En el moment del seu naixement, el seu germà major, Paul, tenia sis anys.
Va ingressar al Liceu Enric IV als 17 anys i hi va obtenir, l'any 1827, el Premi de dissertació llatina al Concurs General. Gràcies a Paul Fouché, cunyat de Victor Hugo, va freqüentar des del 17 anys el Cenacle, saló de Charles Nodier a la Biblioteca de l'Arsenal. Llavors va simpatitzar amb Sainte-Beuve i Alfred de Vigny, i refusà adular el «mestre» Victor Hugo. Després d'intentar seguir estudis de medicina, de dret, de dibuix, d'anglès, de piano i de saxòfon, va esdevenir un dels primers romàntics francesos. Amb 20 anys, la seua emergent notorietat literària s'acompanyava ja d'una reputació sulfurosa, nodrida pel seu vessant «dandy».
L'any 1830, any de la batalla d'Hernani, en la qual no va participar, Musset va intentar la sort en el teatre. Però després del fracàs de la seua obra Nuit Vénitienne ('Nit veneciana'), l'autor va dir «adéu al galliner, i per molt de temps» (carta a P. Calais), fins a l'any 1847. El desembre del 1832, va aparèixer el primer Spectacle dans un fauteuil ('Espectacle des d'una butaca'), que es compon d'un drama; La Coupe et les Lèvres ('La copa i els llavis'), d'una comèdia; À quoi rêvent les jeunes filles? ('En què somien les noies?') i d'un conte oriental, Namouna. Musset expressa ja en aquest recull la dolorosa tensió entre disbauxa i puresa que domina la seua obra.
Del 1833 al 1834, va ser amant de George Sand, amb la qual se'n va anar a Itàlia i qui va inspirar-li Lorenzaccio, drama romàntic que va escriure l'any 1834. Aleshores, va publicar els Contes d'Espagne et d'Italie. Però Musset va caure malalt i George Sand esdevingué amant del seu metge. Va tornar a París, on va fer representar les comèdies: Le Chandelier ('El canelobre'), On ne badine pas avec l'amour ('Amb l'amor no es juga'), Il ne faut jurer de rien ('No cal jurar per res'), que han quedat en el repertori del Théâtre-Français; també va escriure diverses narracions i Confession d'un enfant du siècle ('Confessió d'un infant del segle'), la seua única novel·la, dedicada a George Sand. Del 1835 a 1837, Musset va escriure la seua obra mestra poètica, Les Nuits (Nuits de mai, d'août, d'octobre, de décembre), al voltant dels temes imbricats com ara el dolor, l'amor i la inspiració.

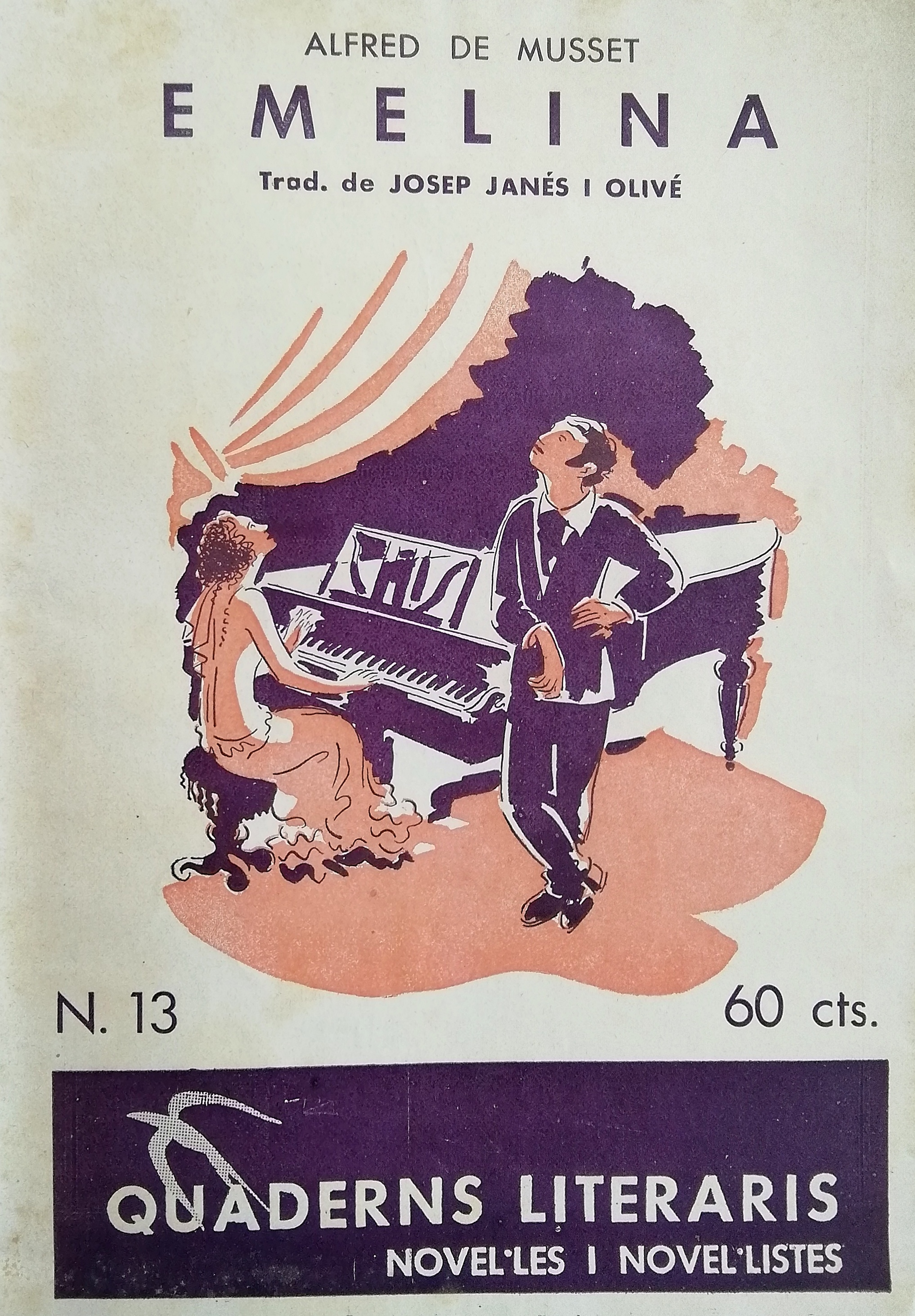
Emmeline, novel·leta d'Alfred de Musset. Al mateix llibre hi ha dues novel·letes més de Nathaniel Hawthorne i d'Honoré de Balzac. Traducció catalana publicada a Barcelona l'any 1934 dins la col·lecció Quaderns Literaris

Va ser bibliotecari del ministeri de l'Interior francès durant la Monarquia de juliol, però va ser despatxat l'any 1848, i esdevingué bibliotecari del ministeri d'Instrucció Pública sota el Segon Imperi. Va rebre la Legió d'Honor el 24 d'abril del 1845, al mateix temps que Balzac, i va ser elegit membre de l'Acadèmia Francesa l'any 1852, després de dos intents fracassats els anys 1848 i 1850. De salut fràgil (malformació cardíaca), va morir el 2 de maig del 1857, en certa manera oblidat pel públic.
El seu germà major, Paul de Musset, va jugar un important paper en el redescobriment de l'obra de Musset.

## Obres

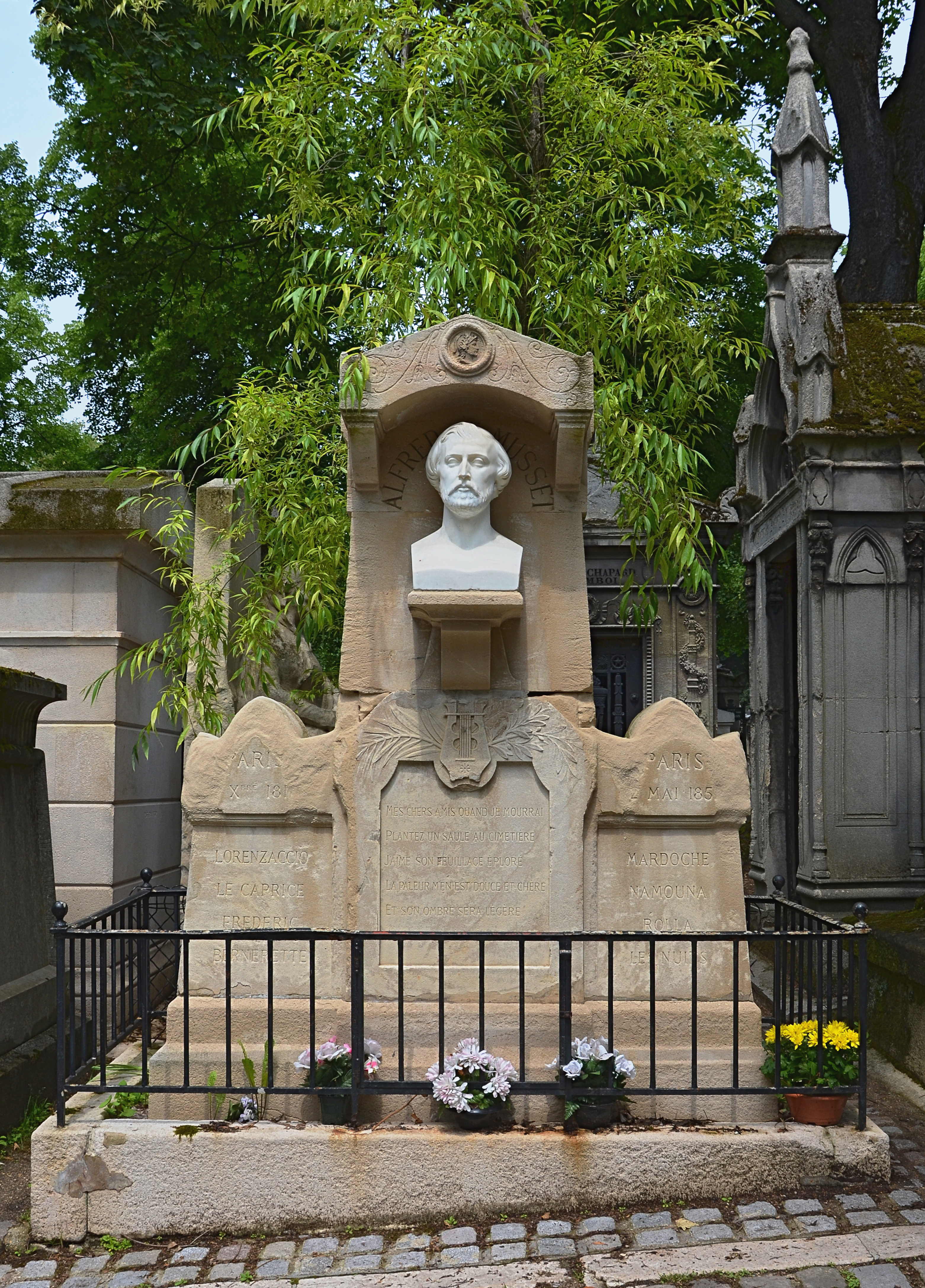
Tomba d'Alfred de Musset al cementiri del Père-Lachaise, a París

- À Mademoiselle Zoé le Douairin 1826
- Un rêve, L'Anglais mangeur d'opium 1828
- Premières poésies 1829-1835
- Contes d'Espagne et d'Italie, La Quittance du diable, Une nuit vénitienne  1830
- La Coupe et les lèvres, Namouna 1831
- Spectacle dans un fauteuil, À quoi rêvent les jeunes filles 1832
- Fantasio, Les Caprices de Marianne, Rolla, André del Sarto, Gamiani ou deux nuits d'excès 1833
- On ne badine pas avec l'amour, Perdican, Camille et Perdican, Lorenzaccio 1834
- La Quenouille de Barberine, La Nuit de mai, La nuit de décembre. Le Chandelier 1835
- Il ne faut jurer de rien, Lettre à M. de Lamartine, Faire sans dire, La Nuit d'août, La confession d'un enfant du siècle, 2 volumes, 1836
- Poésies Nouvelles 1836-1852
- Dues novel·letes d'Alfred de Musset publicades en un sol llibre: Margot i Pierre et Camille (Pere i Camil·la). Traducció catalana publicada a Barcelona l'any 1920 dins la col·lecció Biblioteca Literària Chanson de Barberine 1836

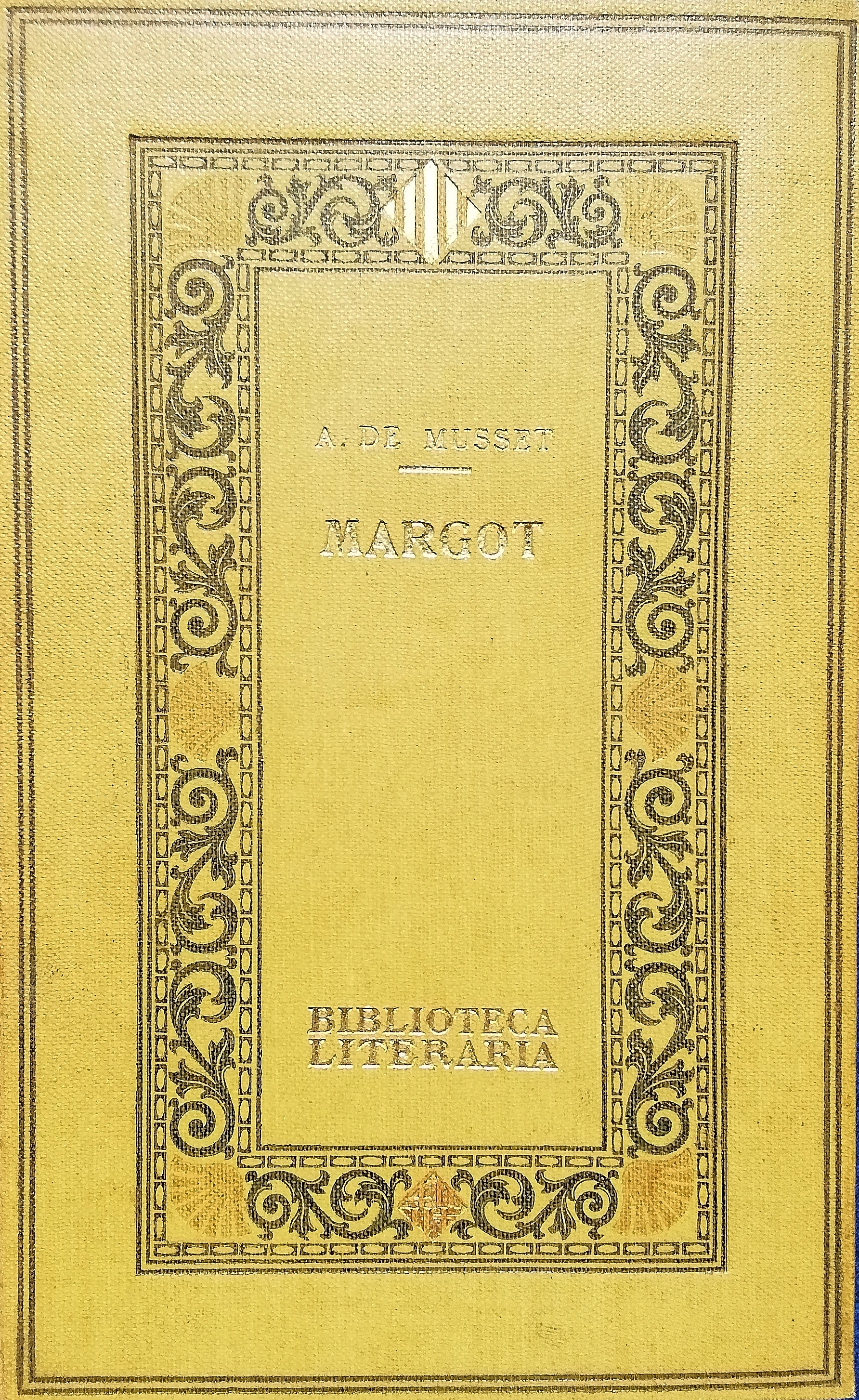
Dues novel·letes d'Alfred de Musset publicades en un sol llibre: Margot i Pierre et Camille (Pere i Camil·la). Traducció catalana publicada a Barcelona l'any 1920 dins la col·lecció Biblioteca Literària

- Un caprice, La Nuit d'octobre, À la Malibran, Emmeline, Les deux maîtresses. Lettres à Dupuis et Cotonet 1837
- Le fils du Titien, Frédéric et Bernerette, L'Espoir en Dieu. Dupont et Durand. Margot 1838
- Croisilles 1839
- Les deux maîtresses, Tristesse, Une soirée perdue 1840
- Souvenir, Nouvelles (« Emmeline », « Le fils du Titien », « Croisilles », « Margot ») 1841
- Le voyage où il vous plaira, Sur la paresse, Histoire d'un merle blanc, Après une lecture 1842
- Pierre et Camille, Le secret de Javotte, Les frères Van Bruck 1844
- Il faut qu'une porte soit ouverte ou fermée, Mademoiselle Mimi Pinson 1845
- Nouvelles (« Pierre et Camille », « Le secret de Javotte ») 1848
- Louison, L'Habit vert, On ne saurait penser à tout 1849
- Poésies nouvelles, Carmosine 1850
- Bettine, Faustine 1851
- La Mouche 1853
- Contes 1854
- L'âne et le ruisseau 1855
- Les filles de Loth (date inconnue)

## Traduccions catalanes
- Margot (Margot. 1920, Biblioteca Literària)
- Pere i Camil·la (Pierre et Camille. 1920, Biblioteca Literària)
- Le Fils du Titien (traducció anterior a 1935)
- Frédéric et Bernerette (traducció anterior a 1935)
- Emelina (Emmeline. 1934, Quaderns Literaris)

## Cinema
L'any 1999, Diane Kurys va dirigir una pel·lícula sobre la relació entre Alfred de Musset i George Sand: Les Enfants du Siècle Arxivat 2011-09-06 a Wayback Machine..

## Música
Un dels textos del seu recull Poesies pòstumes, titulat Nous venions de voir le taureau (Venim de veure el toro), va ser musicat per Léo Delibes el 1874 amb el nom de Les Filles de Cadix.
El seu drama La Coupe et les lèvres va ser la base de l'òpera de Giacomo Puccini titulada Edgar (1889).